# آستل (جورجیا)
آستل، جورجیا (به انگلیسی: Austell, Georgia) یک شهر در ایالات متحده آمریکا با جمعیت ۶٬۵۸۱ نفر است که در جورجیا واقع شده‌است.